# Substanztheorie
Die Substanztheorie ist eine Theorie zur Feststellung ob die Enteignung, eine subjektive Komponente im Diebstahl, vorhanden ist. Sie stellt darauf ab, ob der Täter im Augenblick der Wegnahme den Vorsatz hatte die Sache dem Eigentümer dauerhaft zu entziehen. Es kommt hierbei nicht auf einen Vermögensschaden an. Es kommt daher auch nicht auf den Wert einer entwendeten Sache an. Bei der Substanztheorie kommt es nur auf die Sache i. S. d. Zivilrechts an. Nach der Substanztheorie ist man kein Dieb, wenn man eine Sache wegnimmt, um einen ihr innewohnenden Sachwert zu nutzen oder auszunutzen, um sie dann wieder zurückzugeben. Daher wird heute eine zweite Theorie zur Hand genommen, die evtl. straflose Lücken zu schließen versucht: die so genannte Sachwerttheorie.